# スティーヴン・メリロ
スティーヴン・メリロ（Stephen Melillo, 1957年 - ）は、アメリカ合衆国の作曲家。
吹奏楽編成による楽曲や、交響曲4作品やヴァイオリン協奏曲を含む管弦楽、映画音楽を主に作曲している。
また、日本をテーマにした作品を多数作曲していることでも知られる。

## 人物・来歴
ニューヨーク州ポートチェスター出身。ボストン音楽院で作曲を学んだ。
1998年作曲の「ゴッドスピード!」が、日本において、2000年に全日本吹奏楽コンクールで演奏されたことによって広く知られるきっかけとなる。
メリロ本人も、宮本武蔵など日本文化に強い関心を抱いていることが知られており、2005年5月には初めて訪日し、新作の収録を行っている。
2015年11月に、交響曲第4番「ライトフォール」がカントン交響楽団にて初演された。

## 主要作品

### 吹奏楽作品
- アフター・ザ・ストーム (After the STORM)
- アメリカ・ザ・ブレイヴ (America the BRAVE)
- アメリカの騎士 (American Knights!)
- 嵐の私 ("I"of the STORM)
- イン・ア・コーズ・コールド・グロリアス (In a Cause Called "Glorious")
- イン・ア・サーヴィス・ビヨンド・セルフ (In a Service Beyond Self)
- イン・ザ・ビギニング... (IN THE BEGINNING...)
- ヴァイオリン協奏曲 (Concerto For Violin & Orchestra)
- ウィズアウト・ウォーニング (Without Warning)
- ウェイト・オブ・ザ・ワールド (WAIT of the WORLD)
- ヴォイス ～バスーンとパーカッションの為の～ (Voice for Bassoon & Percussion)
- ウォーク・オン・ザ・ウォーター (a WALK on the WATER)
- 映画「オーロラ」による三つの組曲 (Music from the Motion Picture AURORA)
- エイハブ! (AHAB!)
- エーリッヒ! (ERICH!)
- オー・カム・ホリー・ナイト! (O Come Holy Night!)
- 梯～That We Might Live (KAKEHASHI:That We Might Live)
- カルドーン (KOLDOON)
- ギヴィング (Giving)
- ゴッドスピード! (GODSPEED!)
- 時代 (JIDAI)
- ストームワークス (STORMWORKS)
- 素晴らしい時間 (FINEST HOUR)
- センディング (A Sending)
- 千年期 (MILLENNIA)
- タイム･トゥ・テイク・バック・ザ・ナイツ! (TIME toTAKE BACK the KNIGHTS)
- ダビデ (DAVID)
- 躊躇いなどせずに (WITHOUT HESITATION)
- 天使の囁き (Speech of Angels)
- ハッジ (HAJJ)
- パトリックの記号 (Patrick's Rune)
- ファースト&ラスト (The First & The Last)
- ファウンテインヘッド (THE FOUNTAINHEAD)
- フェスティヴァル・オブ・ライト! (Festival of Light!)
- プラトンの洞窟からの脱出 (Escape from Plato's Cave)
- 武蔵 (MUSASHI)
- ユニヴァース・ビロウ (The Universe Below)
- 夜の帳の下で、そして陽の光の中へ! (Under Cover of Night & Into the Light of Day!)
- ワンス・モア・アントゥ・ザ・ブリーチ (Once More Unto the Breach)
- ワン（ONE）

### 管弦楽作品
- 交響曲第1番「S-マトリックス」 (Symphony No.1 "S-MATRIX")
- 交響曲第2番「At Life's Edge」 (Symphony No.2 "At Life's Edge")
- 交響曲第3番「ウェイト・オブ・ザ・ワールド」（Symphony No.3 "WAIT of the WORLD"）吹奏楽作品で管弦楽版は出版されていない
- 交響曲第4番「ライトフォール」（SYMPHONY IIII: Lightfall）
- ヴァイオリン協奏曲 (Concerto for Violin)

### 映画音楽
- 「クロッシング・ザ・ライン」 (CROSSING the LINE) - 1995年米
- 「オーロラ」 (AURORA) - 1998年米
- 「レトログレード」 (RETROGRADE) - 2004年米　（この映画音楽から"JIDAI"という作品が生まれた）
- 「ドウィーゴンズと妖精たち」（Dwegons and Leprechauns） - 2014年米